# Reichsbahn SG Oels
Die Reichsbahn SG Oels war ein Sportverein im Deutschen Reich mit Sitz im heutzutage polnischen Oleśnica.

## Geschichte
Zur Saison 1939/40 stieg der Verein aus der 1. Kreisklasse in die Bezirksliga Niederschlesien auf. Eingegliedert in die Abteilung 1 – Breslau erreichte die Mannschaft in der ersten Saison dort mit 15:5 den Punkten gleich auch den ersten Platz und qualifizierte sich für die Finalspiele der Bezirksmeisterschaft. Dort traf die Mannschaft auf den SV Preußen Waldenburg-Altwasser, welchen man im Hinspiel auswärts mit 0:3 und im Rückspiel zuhause mit 1:6 schlagen konnte. In der darauf folgenden Aufstiegsrunde konnte sich die RSG mitsamt allen anderen Vereinen für den Aufstieg in die Gauliga Niederschlesien qualifizieren.
Nach der ersten Saison in der Gauliga konnte der Verein die Spielzeit mit 9:23 Punkten auf dem siebten Platz abschließen. Nach der Saison 1942/43 landete die Mannschaft sogar nur auf dem zehnten Platz, ohne ein einziges Spiel gewinnen zu können und mit nur insgesamt zwölf selbst geschossenen dafür aber 71 Toren durch die jeweils gegnerische Seite, stieg der Verein dann aufgrund der Auflösung der unteren Spielklassen dann trotzdem nicht ab. Zur Saison 1943/44 wurde die RSG dann in die Staffel Breslau B der Gruppe Breslau eingeordnet. Wobei hier dann auch wieder nur der sechste und letzte Platz mit immerhin 3:17 Punkten am Ende zu buche stand.
In der Saison 1944/45 trat der Verein dann nicht mehr in der Liga an, der Spielbetrieb lief aber sowieso nur noch ein paar Spieltage lang. Spätestens am Ende des Zweiten Weltkriegs wurde der Verein dann auch aufgelöst.